# Edgar Loomis Davenport jun.
Edgar Loomis Davenport jun. (7. Februar 1862 in Roxbury, Boston, Massachusetts, USA – 24. Juli 1918 in Canton, Pennsylvania, USA) war ein US-amerikanischer Schauspieler.

## Leben
Davenports Karriere startete am Theater im Jahre 1897, 1911 begann er als Darsteller im Stummfilm The Black Arrow zu arbeiten. Seine Eltern waren Edward Loomis Davenport sen. und Fanny Elizabeth Vining Davenport. Seine Geschwister waren die Schauspieler Fanny Davenport und Harry Davenport. Er verstarb mit 56 Jahren und liegt auf dem Forest Hills Cemetery begraben.

## Filmografie
- 1911: The Black Arrow
- 1913: The Senator's Dishonor
- 1913: Panic Days in Wall Street
- 1913: The American Princess
- 1913: The Haunted House
- 1913: The Artist's Sacrifice
- 1913: When a Girl Loves
- 1913: The Padrone's Plot
- 1914: The Little Gray Lady
- 1914: Wildflower
- 1914: His Last Dollar
- 1914: The Thief
- 1915: Samson
- 1915: A Woman's Resurrection
- 1915: Four Feathers
- 1915: Wormwood
- 1915: Simon, the Jester
- 1915: Her Reckoning
- 1916: Beatrice Fairfax Episode 3: Billie's Romance
- 1916: The Salamander
- 1916: The Blindness of Love
- 1916: Dorian's Divorce
- 1916: Beatrice Fairfax
- 1916: The Upheaval
- 1917: The Black Stork
- 1917: The Great White Trail